# Laguna de Guatavita
La laguna del cacique Guatavita es un cuerpo hídrico que se encuentra en la cordillera oriental de Colombia, en la vereda Tierra Negra del municipio de Sesquilé, provincia de Almeidas, departamento de Cundinamarca, 75 km al noreste de Bogotá. Se encuentra bajo jurisdicción de la corporación Corporación Autónoma Regional CAR.

## Características
La laguna está a una de altitud de 3100 m s. n. m. y a una temperatura de 5 a 11 °C. Se encuentra enmarcada por laderas cuyas pendientes varían entre los 32 y 38 grados. Se alimenta principalmente por las corrientes subterráneas de agua que se forman por la vegetación del subpáramo. Varias especies de alga le dan su color verdoso. El agua es ligeramente alcalina.
Es una depresión montañosa de forma perfectamente circular, de entre 350 y 430 metros de diámetro, rodeada de bosques nativos de encenillos. En la laguna se da el pez conocido como guapucha. 
En la cordillera Oriental los lagos paramunos de mayor tamaño ocupan comúnmente antiguos circos glaciares, sin embargo, se cree que la depresión de la laguna del cacique Guatavita se formó por un colapso por disolución de estratos salinos, lo que concuerda con las características geológicas de la región, donde hay grandes depósitos salinos como los de Zipaquirá, Nemocón y Tausa.
La fauna es muy escasa debido a que la laguna tiene constante presencia de visitantes, sin embargo, se pueden encontrar zorros, ratones. En cuanto a la flora, se encuentran frailejones y atrapamoscas.

## La leyenda

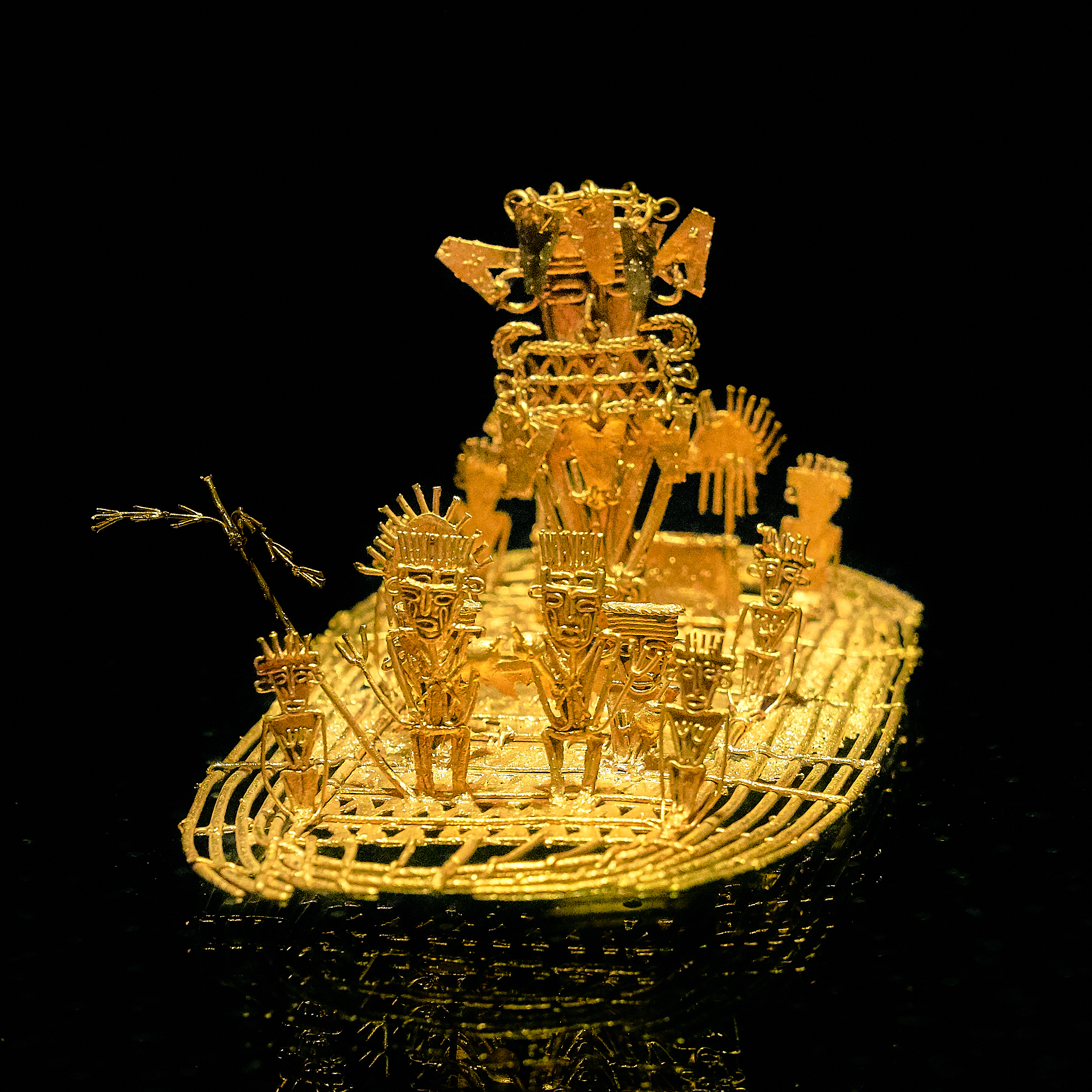
La balsa muisca es una pieza de orfebrería precolombina elaborada por la cultura muisca que hace alusión a la ceremonia que se celebraba en la laguna de Guatavita, la cual dio origen a la leyenda de El Dorado.

La laguna fue una de las más sagradas para los Muiscas, puesto que allí se realizaba el ritual de investidura del nuevo Zipa; según cuenta la leyenda, este iba en una balsa de juncos ricamente adornada; tenía el cuerpo cubierto íntegramente con oro en polvo; a sus pies ponían una grande cantidad de oro y esmeraldas para que ofreciera a los dioses y braseros encendidos para quemar una especie de sahumerio llamado moque; el nuevo dignatario iba acompañado por cuatro caciques y cuando la balsa llegaba al centro de la laguna, el pueblo que se encontraba en las orillas arrojaba objetos de oro y piedras preciosas al agua.
Este es uno de los orígenes de la leyenda de El Dorado. La balsa muisca que se exhibe en el Museo del Oro del Banco de la República de Colombia es evidencia de que este tipo de rituales se celebraban en los lagos de la región.
Hubo varios intentos de drenar la laguna para hallar sus tesoros ocultos. Los buscadores de tesoros abrieron un boquete en la parte nororiental de la estructura geológica, con el que se trató de desaguar la laguna. El primer saqueador en intentar obtener tesoros de la laguna fue el capitán Lázaro Fonte, quien  extrajo varias piezas de oro. Hernán Pérez de Quesada logró reducir el nivel del agua y obtuvo algunos objetos de oro en las orillas. Posteriormente, Antonio de Sepúlveda fracasó en su intento, al igual que 12 mineros del Real Mariquita en 1625 y los coroneles Hamilton y Campbell en 1832. Hacia 1900 se le dio el carácter de cantera al cuerpo de agua, y de allí se extrajo material para las vías de Sesquilé.

## Acceso
Para llegar desde Bogotá, se accede por la autopista Norte hasta las afueras de Sesquilé o por la vía Guasca - Sesquilé. La laguna forma parte de un complejo ecoturístico cuya entrada tiene un valor de COP 18.000 (2023). Los turistas realizan una caminata ecoturística guiada de dos kilómetros hasta llegar a la ladera que enmarca la laguna.